# Ландульф VII (князь Капуанський)
Ландульф VII di Sant'Agata, (†1007), князь Капуанський (1000—1007), другий син князя Капуанського Ландульфа V, який також був співправителем князя Беневентського Ландульфа II.
Після смерті батька Беневентський престол спадкував Пандульф Залізна Голова, Ландульф став князем Капуанським після зміщення Адемара. Після смерті Ландульфа престол спадкував його юний син Пандульф II.